# Canton de l'Albret
Le canton de l'Albret est une circonscription électorale française du département de Lot-et-Garonne.

## Histoire
Un nouveau découpage territorial de Lot-et-Garonne entre en vigueur à l'occasion des élections départementales de 2015. Il est défini par le décret du 26 février 2014, en application des lois du 17 mai 2013 (loi organique 2013-402 et loi 2013-403). Les conseillers départementaux sont, à compter de ces élections, élus au scrutin majoritaire binominal mixte. Les électeurs de chaque canton élisent au Conseil départemental, nouvelle appellation du Conseil général, deux membres de sexe différent, qui se présentent en binôme de candidats. Les conseillers départementaux sont élus pour 6 ans au scrutin binominal majoritaire à deux tours, l'accès au second tour nécessitant 12,5 % des inscrits au 1er tour. En outre la totalité des conseillers départementaux est renouvelée. Ce nouveau mode de scrutin nécessite un redécoupage des cantons dont le nombre est divisé par deux avec arrondi à l'unité impaire supérieure si ce nombre n'est pas entier impair, assorti de conditions de seuils minimaux. En Lot-et-Garonne, le nombre de cantons passe ainsi de 40 à 21.
Le canton de l'Albret est formé de communes des anciens cantons de Nérac (8 communes), de Francescas (7 communes) et de Mézin (7 communes). Il est entièrement inclus dans l'arrondissement de Nérac. Le bureau centralisateur est situé à Nérac.

## Représentation
| Période élective | Période élective | Mandat | Mandat   | Identité           | Nuance | Nuance | Qualité |
| ---------------- | ---------------- | ------ | -------- | ------------------ | ------ | ------ | --- |
| 2015             | 2021             | 2015   | 2021     | Nicolas Lacombe    |        | PS     | Directeur d'école, maire de Nérac (depuis 2008) Président de la communauté de communes du Val d'Albret (depuis 2012) 9e vice-président du Conseil départemental Ancien conseiller général du canton de Nérac (2008-2015) |
| 2015             | 2021             | 2015   | 2021     | Marylène Paillarès |        | PS     | Collaboratrice dans un cabinet d'assurances Adjointe au maire de Nérac jusqu'en 2020 |
| 2021             | 2028             | 2021   | en cours | Nicolas Lacombe    |        | DVG    | Conseiller sortant, 1er vice-président chargé des Politiques éducatives et des collèges. |
| 2021             | 2028             | 2021   | en cours | Marylène Paillarès |        | PS     | Conseillère sortante, vice-présidente chargée du Sport, de l’égalité femme-homme et de la lutte contre les discriminations                                                                                               |

### Résultats détaillés

#### Élections de mars 2015
À l'issue du premier tour des élections départementales de 2015, trois binômes sont en ballottage : Nicolas Lacombe et Marylène Paillares (PS, 36,50 %), Nicolas Choisnel et Sophie Hoste (DVD, 28,27 %) et Manuel Duarte et Christiane Rouch (FN, 23,82 %). Le taux de participation est de 60,71 % (7 813 votants sur 12 869 inscrits) contre 57,81 % au niveau départemental et 50,17 % au niveau national.
Au second tour, Nicolas Lacombe et Marylène Paillares (PS) sont élus avec 46,48 % des suffrages exprimés et un taux de participation de 62,63 % (3 609 voix pour 8 059 votants et 12 868 inscrits).

#### Élections de juin 2021
Le premier tour des élections départementales de 2021 est marqué par un très faible taux de participation (33,26 % au niveau national). Dans le canton de l'Albret, ce taux de participation est de 44,13 % (5 631 votants sur 12 760 inscrits) contre 39,29 % au niveau départemental. À l'issue de ce premier tour, deux binômes sont en ballottage : Nicolas Lacombe et Marylène Paillarès (PS, 56,95 %) et Pascal Boutan et Paulette Laborde (Union au centre et à droite, 33,38 %).
Le second tour des élections est marqué une nouvelle fois par une abstention massive équivalente au premier tour. Les taux de participation sont de 34,36 % au niveau national, 41,08 % dans le département et 44,29 % dans le canton de l'Albret. Nicolas Lacombe et Marylène Paillarès (PS) sont élus avec 60,8 % des suffrages exprimés (3 267 voix pour 5 652 votants et 12 760 inscrits),,.

## Composition
Le canton de l'Albret comprend vingt-deux communes entières.
| Nom                           | Code Insee | Intercommunalité     | Superficie (km2) | Population (dernière pop. légale) | Densité (hab./km2) | Modifier                                    |
| ----------------------------- | ---------- | -------------------- | ---------------- | --------------------------------- | ------------------ | ------------------------------------------- |
| Nérac (bureau centralisateur) | 47195      | CC Albret Communauté | 62,68            | 6 937 (2022)                      | 111                | modifier les données · modifier les données |
| Andiran                       | 47009      | CC Albret Communauté | 9,89             | 258 (2022)                        | 26                 | modifier les données · modifier les données |
| Calignac                      | 47045      | CC Albret Communauté | 18,38            | 489 (2022)                        | 27                 | modifier les données · modifier les données |
| Espiens                       | 47090      | CC Albret Communauté | 17,48            | 358 (2022)                        | 20                 | modifier les données · modifier les données |
| Fieux                         | 47098      | CC Albret Communauté | 14,85            | 327 (2022)                        | 22                 | modifier les données · modifier les données |
| Francescas                    | 47102      | CC Albret Communauté | 21,23            | 732 (2022)                        | 34                 | modifier les données · modifier les données |
| Fréchou                       | 47103      | CC Albret Communauté | 11,97            | 223 (2022)                        | 19                 | modifier les données · modifier les données |
| Lamontjoie                    | 47133      | CC Albret Communauté | 17,75            | 555 (2022)                        | 31                 | modifier les données · modifier les données |
| Lannes                        | 47134      | CC Albret Communauté | 32,40            | 361 (2022)                        | 11                 | modifier les données · modifier les données |
| Lasserre                      | 47139      | CC Albret Communauté | 6,49             | 98 (2022)                         | 15                 | modifier les données · modifier les données |
| Mézin                         | 47167      | CC Albret Communauté | 31,58            | 1 455 (2022)                      | 46                 | modifier les données · modifier les données |
| Moncaut                       | 47172      | CC Albret Communauté | 15,76            | 573 (2022)                        | 36                 | modifier les données · modifier les données |
| Moncrabeau                    | 47174      | CC Albret Communauté | 49,94            | 741 (2022)                        | 15                 | modifier les données · modifier les données |
| Montagnac-sur-Auvignon        | 47180      | CC Albret Communauté | 22,69            | 641 (2022)                        | 28                 | modifier les données · modifier les données |
| Nomdieu                       | 47197      | CC Albret Communauté | 12,59            | 252 (2022)                        | 20                 | modifier les données · modifier les données |
| Poudenas                      | 47211      | CC Albret Communauté | 17,24            | 200 (2022)                        | 12                 | modifier les données · modifier les données |
| Réaup-Lisse                   | 47221      | CC Albret Communauté | 70,89            | 594 (2022)                        | 8,4                | modifier les données · modifier les données |
| Saint-Pé-Saint-Simon          | 47266      | CC Albret Communauté | 17,46            | 185 (2022)                        | 11                 | modifier les données · modifier les données |
| Saint-Vincent-de-Lamontjoie   | 47282      | CC Albret Communauté | 15,29            | 226 (2022)                        | 15                 | modifier les données · modifier les données |
| Sainte-Maure-de-Peyriac       | 47258      | CC Albret Communauté | 23,06            | 305 (2022)                        | 13                 | modifier les données · modifier les données |
| Saumont                       | 47287      | CC Albret Communauté | 6,74             | 242 (2022)                        | 36                 | modifier les données · modifier les données |
| Sos                           | 47302      | CC Albret Communauté | 52,89            | 659 (2022)                        | 12                 | modifier les données · modifier les données |
| Canton de l'Albret            | 4705       |                      | 549,25           | 16 411 (2022)                     | 30                 | modifier les données                        |

## Démographie
En 2022, le canton comptait 16 411 habitants, en évolution de −1,64 % par rapport à 2016 (Lot-et-Garonne : −0,18 %, France hors Mayotte : +2,11 %).
| 2013   | 2018   | 2022   |
| ------ | ------ | ------ |
| 16 782 | 16 577 | 16 411 |